# Piotr Szlezinger
Piotr Szlezinger (ur. 15 października 1963) – polski piłkarz grający na pozycji ofensywnego pomocnika, trener piłkarski.

## Kariera
Szlezinger jest wychowankiem Unii Racibórz. W klubie tym grał do 1984 roku, kiedy to przeszedł do Górnika Pszów. W sezonie 1988/1989 w barwach tego klubu zadebiutował w II lidze. W 1989 roku przeszedł do GKS Katowice, gdzie rozegrał 20 spotkań w I lidze, grał także w Pucharze UEFA (z RoPS) i finale Pucharu Polski. Następnie wrócił do Górnika Pszów, gdzie grał do 1995 roku. W latach 1995–1997 był zawodnikiem Włókniarza Kietrz. Karierę piłkarską kończył w Peberowie Krzanowice.
Po zakończeniu kariery piłkarskiej został trenerem niższych lig.